# موش گوزنی شرقی

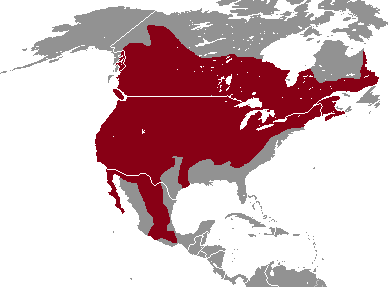
نقشه محدوده، (پیشین) هنگامی که با P. sonoriensis گروه‌بندی می‌شد

موش گوزنی شرقی (نام علمی: Peromyscus maniculatus) جونده بومی شرق آمریکای شمالی است. معمولاً به آن موش گوزنی شرقی می‌گویند. زمانی که با موش گوزنی غربی (P. sonoriensis) گروه‌بندی می‌شد، به عنوان موش گوزنی آمریکای شمالی نامیده می‌شد و نسبتاً در بیشتر آمریکای شمالی در شرق رودخانه می‌سی‌سی‌پی گسترده است، به استثنای عمده مناطق پست جنوب شرقی ایالات متحده.
مانند دیگر گونه‌های Peromyscus، می‌تواند ناقل و ناقل بیماری‌های عفونی نوپدید مانند هانتاویروس‌ها و بیماری لایم باشد.
این موش با Peromyscus leucopus، موش پاسفید، ارتباط نزدیک دارد.